# Jó gyakorlat
A jó gyakorlat vagy bevált gyakorlat (angolul best practice) a vállalati menedzsment és minőségbiztosítás területén olyan, rutinszerűen végzett tevékenységre utal, ami széles körű tapasztalatokon alapul, és több szervezetben is sikeresnek bizonyult.
Gyakran nevezik az angol kifejezés tükörfordításaként félrevezetően „legjobb gyakorlatnak”. Ez azonban nem helytálló, hiszen semmilyen (adott körben vagy időszakban bevált) gyakorlat nem garantálja, hogy nem létezik nála jobb módszer.
Műszaki területen annak a kifejezésére használják, hogy mi a szokásos, elfogadott, és bevált módszer egy tipikus (tipizálható) probléma megoldására. 